# Praia de Boa Viagem
A Praia de Boa Viagem é a praia urbana mais famosa da cidade do Recife, capital do estado brasileiro de Pernambuco. Com aproximadamente oito quilômetros (8 km) de extensão, está situada no bairro homônimo, Zona Sul da capital pernambucana, delimitada pela Praia do Pina ao norte e pela Praia de Piedade ao sul.
A maior parte da Praia de Boa Viagem é protegida por uma barreira de recifes naturais, que deu nome à cidade.
No século XVII, a povoação da Boa Viagem servia de ponto de descanso dos viajantes que por ali transitavam vindos do sul da Capitania de Pernambuco. A praia tornou-se depois um local de veraneio para os recifenses, até a chegada dos edifícios nas décadas de 1940 e 1950. Tais edifícios beira-mar criam sombras sobre a praia, o que levanta críticas. A orla dispõe de parque, jardim e espaços de prática desportiva.
Na maré baixa formam-se várias piscinas naturais rasas, com águas mornas e transparentes, ao longo da praia. Também durante a maré baixa é possível andar sobre os recifes, que são relativamente planos e largos (mas escorregadios). Quando a maré sobe, os arrecifes ficam completamente cobertos pela água. Na Praia de Boa Viagem há quiosques padronizados, ciclovia, pista de cooper, chuveiros, quadras de vôlei e tênis e equipamentos para musculação.

## Ataques de tubarão

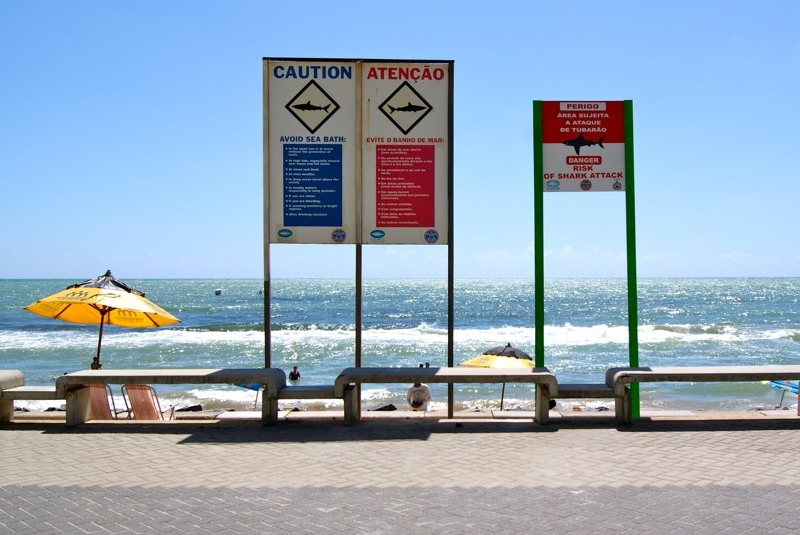
Placas de sinalização sobre o risco de ataque de tubarão na Praia de Boa Viagem

A maior parte da praia de Boa Viagem é protegida por uma barreira de recifes naturais, e as autoridades não recomendam o banho além dos recifes, para evitar ataques de tubarões. Além disso, o surfe atualmente é proibido, embora o antigo governador do estado tenha autorizado, no início do ano de 2006, a instalação de uma rede de proteção contra os tubarões. Em 2007, o Comitê Estadual de Monitoramento de Incidentes com Tubarões (Cemit) iniciou o processo de instalação, nos tubarões capturados, de sensores que possibilitam a monitoração via satélite, visando identificar o momento de aproximação dos animais da costa, numa área que compreende a Praia do Paiva até o Pina, para então retirar os tubarões da localização de risco. Hoje em dia os ataques são mais raros, porém as restrições permanecem.
Segundo especialistas, os ataques de tubarão no litoral recifense são resultado do impacto ambiental provocado pela construção do Porto de Suape, que exigiu o aterramento de dois estuários onde os tubarões-tigre davam à luz. Outros fatos contribuem para o aparecimento de tubarões na área da Praia de Boa Viagem: as correntes marinhas direcionam os animais para esse trecho de 20 quilômetros; e nesse ponto os animais encontram dois canais de águas profundas, e quando o tubarão se desvia da rota migratória comum e entra nesses canais, há grande risco de contato com pessoas. Como o ser humano não faz parte do cardápio alimentar dos tubarões, a maior parte dos ataques acontece por engano: quando a água está turva, o tubarão que está à caça por alimento não consegue perceber a diferença entre uma pessoa e um peixe grande.

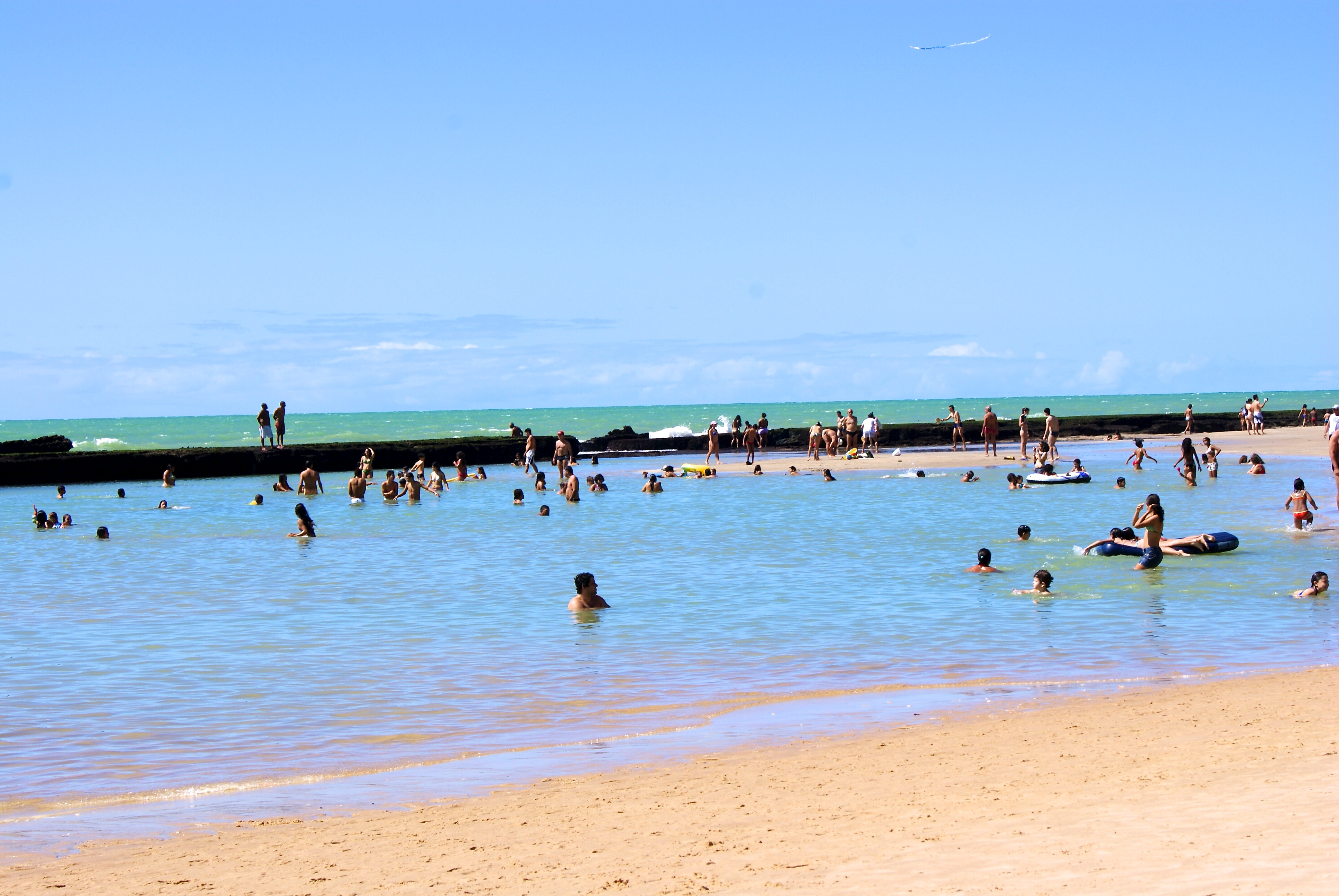
O banho é seguro nas muitas piscinas naturais que se formam ao longo da Praia de Boa Viagem durante a maré baixa, porém não é recomendado ultrapassar os recifes.

Uma das praias mais perigosas do mundo, Boa Viagem reúne condições ideais à presença do tubarão mais agressivo do planeta, o tubarão-touro (bull shark). Ser vivo com o maior índice de testosterona da Terra, o tubarão-touro tem preferência por áreas de estuários com águas quentes, caso do Recife. Outra espécie muito agressiva presente na Praia de Boa Viagem é o tubarão-tigre.
Foram contabilizados 59 ataques de tubarão desde o ano de 1992, com 24 mortes, no trecho contínuo entre as praias do Carmo e do Paiva, no qual está inserida Boa Viagem. A última vítima fatal foi a estudante paulista Bruna Gobbi, mordida por um tubarão em julho de 2013 na Praia de Boa Viagem ao ser arrastada pela correnteza e sofrer princípio de afogamento: apesar de a praia possuir 88 placas de advertência, alguns banhistas insistem em entrar no mar mesmo sob condições que favorecem os ataques, como maré alta, lua cheia e a água turva devido às chuvas no mês de julho.
Recife torna o Brasil o quarto país do mundo em número de vítimas fatais por ataques de tubarão, atrás somente da Austrália, dos Estados Unidos e da África do Sul.
Os muitos ataques de tubarão na capital pernambucana fizeram com que Recife ganhasse um personagem na HQ Wolverine and the X-Men, publicada pela Marvel: a "mutante" Iara dos Santos — ou Garota Tubarão (Shark Girl).